# Pastor Troy
Micah Levar Troy, mais conhecido pelo seu nome artístico Pastor Troy (College Park, Georgia, 1977) é um rapper estadunidense. Suas músicas são marcantes para a combinação que faz com que as ruas e religião, pois ambas as questões tinham muito a fazer na sua infância. Em 2020, as suas declarações anti-LGBT contra Lil Nas X  geraram polêmica.

## Biografia
Troy cresceu com seu pai, que era um instrutor do exército, que sempre tentou levar Troy no caminho certo. Assim, Troy cresceu na igreja, e recebeu muitas tentativas que possam servi-lo economicamente, mas que ia contra o que foi ensinado desde a infância. Ele cresceu em Augusta, Geórgia, mas depois se mudou para Atlanta, onde ele foi para Creekside High School. Troy tem uma forte influência sobre suas letras de todos os tipos de questões que têm vivido e visto nas ruas.
O álbum Universal Soldier contém uma mistura de ruas com a religião.
Pastor Troy também participou na Volta pela Primeira Vez por Ludacris, em "Get Off Me" e do álbum do seu amigo Jon Lil 'Kings of Crunk na música "Throw It Up". Junto com Lil Jon, atingiu o pico nos gráficos do sul com canções como "Vica Versa" e "Roll Call". White Dawg produziu canções para Tróia, com destaque para sua colaboração em "Fly Boy". Além disso, Troy é o grupo líder DSGB (Down South Georgia Boys). Esta banda só teve sucesso com o tema "DSGB".
Em 2003, Troy publicou um dos seus discos com a maior série comercial, By Any Means Necessary. Este álbum contém sucessos como "I'm Big Ridin '". Depois de retirar o álbum Pastor Troy quebrou seu contrato com a Universal Records, devido a problemas criativa entre eles, mais tarde, parte de 845 Ent., Que já trabalhou com Bone Thugs-N-Harmony. Depois disso, ele publicou Face Off Part 2, que tentou ultrapassar o seu antecessor álbum de colaborações com Big Sam no Eastside Boyz. Em 2005, ele apareceu no álbum The Sound of Revenge, o mundo do rapper Chamillionaire emergentes de negócios.
Em abril produziu dois novos álbuns, Money and Power, Stay True, cujo primeiro single é "Police Can't Break It Up."

## Discografia
- We Ready- I Declare War
- By Any Means Necessary
- Book I: Pastor Troy and the Congregation
- Face Off
- Universal Soldier
- Pastor Troy for President
- Face Off Part 2
- Money and Power
- Stay Tru
- By: K²'